# 加泰羅尼亞國家劇院
加泰羅尼亞國家劇院（西班牙語：Teatro Nacional de Cataluña）是一座由加泰羅尼亞政府文化部門於巴塞隆納設立的公共劇院。本建築於1991年11月8日開始興建在1996年完工，由後現代主義建築師里卡多‧博菲爾設計。

## 外部連結
- 官方网站

41°23′59″N 2°11′10″E / 41.39972°N 2.18611°E